# كينغ أوف ذا رينغ

شعار كنيج أوف ذا رينج.

كنيج أوف ذا رينج أو ملك الحلبة بالإنجليزية (King of the Ring) هي أحد مهرجانات wwe . بدأ أول مره عام 1985 .

## مواعيد وأماكن كنيج أوف ذا رينج
من عام 1993 حتى عام 2002، وأنتجت الملك من الطوق كحدث الدفع لكل عرض. في عام 2006، ولقد ظهرت نهائيات البطولة كجزء من يوم القيامة الدفع لكل عرض. في عام 2008 و 2010، كانت واردة في البطولة والبطولة ليلة واحدة التي بثت على ليلة الاثنين RAW. في عام 2015، بدأت البطولة يوم الاثنين ليلة RAW ثم خلص في الليلة التالية باعتبارها شبكة WWE حصرية.
| الحدث                   | التاريخ           | المدينة                        | المكان                          | الفائز               |
| ----------------------- | ----------------- | ------------------------------ | ------------------------------- | -------------------- |
| كنيج أوف ذا رينج (1985) | July 8, 1985      | فوكسبورو                       | ملعب فوكسبورو                   | دون موراكو           |
| كنيج أوف ذا رينج (1986) | July 14, 1986     | فوكسبورو                       | ملعب فوكسبورو                   | هارلي ريس            |
| كنيج أوف ذا رينج (1987) | September 4, 1987 | بروفيدنس                       | Providence Civic Center         | راندي سافاج          |
| كنيج أوف ذا رينج (1988) | October 16, 1988  | بروفيدنس                       | Providence Civic Center         | تيد ديبياسي          |
| كنيج أوف ذا رينج (1989) | October 14, 1989  | بروفيدنس                       | Providence Civic Center         | تيتو سانتانا         |
| كنيج أوف ذا رينج (1991) | September 7, 1991 | بروفيدنس                       | Providence Civic Center         | بريت هارت            |
| كنيج أوف ذا رينج (1993) | June 13, 1993     | دايتون                         | Nutter Center                   | بريت هارت            |
| كنيج أوف ذا رينج (1994) | June 19, 1994     | بالتيمور (ماريلاند)            | Baltimore Arena                 | أوين هارت            |
| كنيج أوف ذا رينج (1995) | June 25, 1995     | فيلادلفيا (بنسيلفانيا)         | The Spectrum                    | بيج دادي في          |
| كنيج أوف ذا رينج (1996) | June 23, 1996     | ميلواكي (ويسكونسن)             | MECCA Arena                     | ستون كولد ستيف أوستن |
| كنيج أوف ذا رينج (1997) | June 8, 1997      | Providence, Rhode Island       | Providence Civic Center         | تربل إتش             |
| كنيج أوف ذا رينج (1998) | June 28, 1998     | بيتسبرغ (بنسيلفانيا)           | Pittsburgh Civic Arena          | كين شامروك           |
| كنيج أوف ذا رينج (1999) | June 27, 1999     | غرينزبورو (كارولاينا الشمالية) | Greensboro Coliseum             | مونتي سوب            |
| كنيج أوف ذا رينج (2000) | June 25, 2000     | بوسطن                          | Fleet Center                    | كيرت أنغل            |
| كنيج أوف ذا رينج (2001) | June 24, 2001     | شرق راذرفورد                   | Continental Airlines Arena      | Edge                 |
| كنيج أوف ذا رينج (2002) | June 23, 2002     | كولومبوس                       | Nationwide Arena                | بروك ليسنر           |
| كنيج أوف ذا رينج (2006) | May 21, 2006      | فينيكس                         | America West Arena              | بوكر تي              |
| كنيج أوف ذا رينج (2008) | April 21, 2008    | غرينفيل                        | BI-LO Center                    | ويليام ريغال         |
| كنيج أوف ذا رينج (2010) | November 29, 2010 | Philadelphia, Pennsylvania     | Wells Fargo Center [الإنجليزية] | شيمس                 |
| كنيج أوف ذا رينج (2015) | April 28, 2015    | مولين                          | iWireless Center                | كينج باريت           |